# Catherine Bertone
Pour les articles homonymes, voir Bertone.
Catherine Bertone, née le 6 mai 1972 à Bursa, est une marathonienne italienne. Elle a remporté la médaille de bronze aux championnats du monde de course en montagne longue distance 2015 et est championne d'Italie de marathon 2015.

## Biographie
Née à Bursa en Turquie d'un père italien et d'une mère française, elle passe ses premières années de son enfance à Belo Horizonte au Brésil. Sa famille retourne en Italie alors qu'elle est âgée de huit ans. Elle entre par la suite à l'université de Turin pour y étudier la médecine. Ayant passé son doctorat en pédiatrie, puis ayant fait une spécialisation en maladies infectieuses, elle trouve une place au service de pédiatrie de l'hôpital Beauregard à Aoste. Pratiquant la course à pied comme loisir et notamment le marathon, ce n'est qu'après la naissance de sa deuxième fille en 2011, qu'elle s'invesit sérieusement dans la compétition. Lors du marathon de Berlin 2011, elle abaisse de plus de quatre minutes son record personnel en 2 h 36 min 0 s malgré le fait qu'elle allaite encore,.
À la suite d'une blessure en 2014, elle s'essaie à la course en montagne. Cette discipline lui permet de reprendre la course à pied sans douleurs. Elle décroche sa première sélection internationale pour le Challenge mondial de course en montagne longue distance 2014 à Manitou Springs où elle se classe meilleure Italienne en neuvième position et remporte la médaille d'argent au classement par équipes. Le 21 septembre, elle s'impose lors de la course Ivrea-Mombarone, signant un nouveau record du parcours en 2 h 26 min 20 s.
À nouveau présente dans l'équipe nationale pour les championnats du monde de course en montagne longue distance 2015 qui se déroulent dans le cadre du marathon de Zermatt, elle effectue une excellente fin de course pour terminer sur la troisième marche du podium. Elle remporte à nouveau l'argent au classement par équipes. Le 8 novembre, elle domine le marathon de Ravenne de bout en bout et remporte le titre de championne d'Italie de marathon à 43 ans. 
Avec son titre en poche, Catherine est pressentie comme l'une des athlètes italiennes à prendre part au marathon des Jeux olympiques d'été de 2016 à Rio de Janeiro. Elle rate cependant de peu les qualifications en terminant quatrième du marathon de Rotterdam en 2 h 30 min 19 s. Son temps représente néanmoins la meilleure performance italienne de l'année et la cinquième meilleure performance européenne. Et tandis qu'Anna Incerti, qui n'a pas fait mieux que Catherine, et Valeria Straneo, blessée qui n'a pas pu courir de sélection, reçoivent leur ticket pour Rio, de longs palabres s'ensuivent entre la Fédération italienne d'athlétisme et plusieurs entraîneurs dont celui de Catherine, Renato Aglì, qui réussissent finalement à avoir gain de cause et permettent à Catherine de prendre part à ses premières olympiades,,,. Elle y effectue une solide course et se classe 25e en 2 h 33 min 29 s, terminant deuxième Italienne derrière Valeria Straneo,.
Le 24 septembre 2017, elle effectue une excellente course lors du marathon de Berlin. Courant dans le groupe de poursuivantes, elle termine sixième et deuxième Européenne derrière l'Allemande Anna Hahner. Elle abaisse son record personnel à 2 h 28 min 34 s, établissant un nouveau record du monde de catégorie d'âge Masters W45,.
En août 2018, elle prend part au marathon des championnats d'Europe d'athlétisme à Berlin. Suivant de près la tête de course menée par les Biélorusses, elle se laisse distancer à mi-course, laissant sa compatriote Sara Dossena devant. Elle parvient toutefois à battre l'Espagnole Trihas Gebre pour décrocher la huitième place en 2 h 30 min 6 s. Avec ses coéquipières, elle se pare d'argent au classement de la Coupe d'Europe de marathon.

## Palmarès

### Route
| Année | Compétition                              | Lieu              | Place | Épreuve       | Temps           |
| ----- | ---------------------------------------- | ----------------- | ----- | ------------- | --------------- |
| 2003  | Marathon de Milan                        | Milan             | 10e   | Marathon      | 2 h 43 min 56 s |
| 2004  | Marathon de Milan                        | Milan             | 8e    | Marathon      | 2 h 42 min 24 s |
| 2005  | Marathon de la baie du Mont-Saint-Michel | Mont Saint-Michel | 3e    | Marathon      | 2 h 55 min 54 s |
| 2007  | Marathon de Turin                        | Turin             | 5e    | Marathon      | 2 h 55 min 55 s |
| 2007  | Italian Marathon Memorial Enzo Ferrari   | Carpi             | 7e    | Marathon      | 2 h 43 min 19 s |
| 2008  | Semi-marathon de Turin                   | Turin             | 4e    | Semi-marathon | 1 h 17 min 25 s |
| 2008  | Italian Marathon Memorial Enzo Ferrari   | Carpi             | 7e    | Marathon      | 2 h 40 min 20 s |
| 2008  | Marathon de Sanremo                      | Sanremo           | 1re   | Marathon      | 2 h 47 min 23 s |
| 2011  | Marathon de Berlin                       | Berlin            | 16e   | Marathon      | 2 h 36 min 0 s  |
| 2012  | Marathon de Francfort                    | Francfort         | 10e   | Marathon      | 2 h 34 min 54 s |
| 2014  | Marathon de Turin                        | Turin             | 4e    | Marathon      | 2 h 32 min 46 s |
| 2015  | Semi-marathon du Lac d'Annecy            | Annecy            | 3e    | Semi-marathon | 1 h 16 min 13 s |
| 2015  | Cortina-Dobbiaco Run                     | Dobbiaco          | 2e    | 30 kilomètres | 1 h 50 min 54 s |
| 2015  | Marathon de Ravenne                      | Ravenne           | 1re   | Marathon      | 2 h 39 min 19 s |
| 2015  | Marathon de Reggio Emilia                | Reggio Emilia     | 1re   | Marathon      | 2 h 34 min 54 s |
| 2016  | Stramilano                               | Milan             | 5e    | Semi-marathon | 1 h 14 min 18 s |
| 2016  | Marathon de Rotterdam                    | Rotterdam         | 4e    | Marathon      | 2 h 30 min 19 s |
| 2016  | Stralugano                               | Lugano            | 4e    | Semi-marathon | 1 h 13 min 41 s |
| 2016  | Championnats d'Europe d'athlétisme       | Amsterdam         | 38e   | Semi-marathon | 1 h 15 min 6 s  |
| 2016  | Jeux olympiques d'été                    | Rio de Janeiro    | 25e   | Marathon      | 2 h 33 min 29 s |
| 2016  | Marathon de Reggio Emilia                | Reggio Emilia     | 1re   | Marathon      | 2 h 37 min 10 s |
| 2017  | Cortina-Dobbiaco Run                     | Dobbiaco          | 3e    | 30 kilomètres | 1 h 54 min 15 s |
| 2017  | Marathon de Berlin                       | Berlin            | 6e    | Marathon      | 2 h 28 min 34 s |
| 2018  | Stralugano                               | Lugano            | 6e    | Semi-marathon | 1 h 15 min 26 s |
| 2018  | Championnats d'Europe d'athlétisme       | Berlin            | 8e    | Marathon      | 2 h 30 min 6 s  |
| 2019  | Marathon de Prague                       | Prague            | 7e    | Marathon      | 2 h 31 min 7 s  |
| 2019  | Stralugano                               | Lugano            | 3e    | Semi-marathon | 1 h 13 min 3 s  |
| 2021  | Marathon de Paris                        | Paris             | 11e   | Marathon      | 2 h 36 min 57 s |

### Course en montagne
| no  | féminin            | Course                                                      | Longueur | Départ            | Temps           |
| --- | ------------------ | ----------------------------------------------------------- | -------- | ----------------- | --------------- |
| 44e | Médaille de bronze | Stralivigno                                                 | 21 km    | 31 juillet 2011   | 1 h 32 min 58 s |
| 62e | 9e                 | Challenge mondial de course en montagne longue distance     | 21,4 km  | 16 août 2014      | 2 h 49 min 54 s |
| 17e | Médaille d'or      | Ivrea-Mombarone                                             | 20 km    | 21 septembre 2014 | 2 h 26 min 20 s |
| 41e | Médaille de bronze | Championnats du monde de course en montagne longue distance | 42,2 km  | 4 juillet 2015    | 3 h 33 min 56 s |
| 6e  | Médaille d'or      | Course du Monte Faudo                                       | 24,9 km  | 19 septembre 2021 | 1 h 53 min 55 s |

## Records
| Épreuve       | Performance     | Date              | Lieu             |
| ------------- | --------------- | ----------------- | ---------------- |
| 5 000 mètres  | 17 min 4 s 3    | 21 juillet 2017   | Saint-Christophe |
| 10 000 mètres | 36 min 54 s 6   | 21 avril 2012     | Borgaretto       |
| 10 kilomètres | 34 min 2 s      | 8 septembre 2019  | Canelli          |
| Semi-marathon | 1 h 13 min 27 s | 6 octobre 2019    | Trente           |
| 30 kilomètres | 1 h 50 min 54 s | 31 mai 2015       | Dobbiaco         |
| Marathon      | 2 h 28 min 34 s | 24 septembre 2017 | Berlin           |